# 斯科皮夫卡
48°41′3″N 24°53′35″E / 48.68417°N 24.89306°E
斯科皮夫卡（烏克蘭語：Скопівка），是烏克蘭的村落，位於該國西部伊萬諾-弗蘭科夫斯克州，由科洛梅亞區負責管轄，面積9.08平方公里，2001年人口447，人口密度每平方公里49.2人。